# 加路連山道
加路連山道（英語：Caroline Hill Road）是位於香港香港島銅鑼灣南部，香港大球場以北一條像馬蹄鐵U形的道路，兩端皆通連接禮頓道。

## 地標

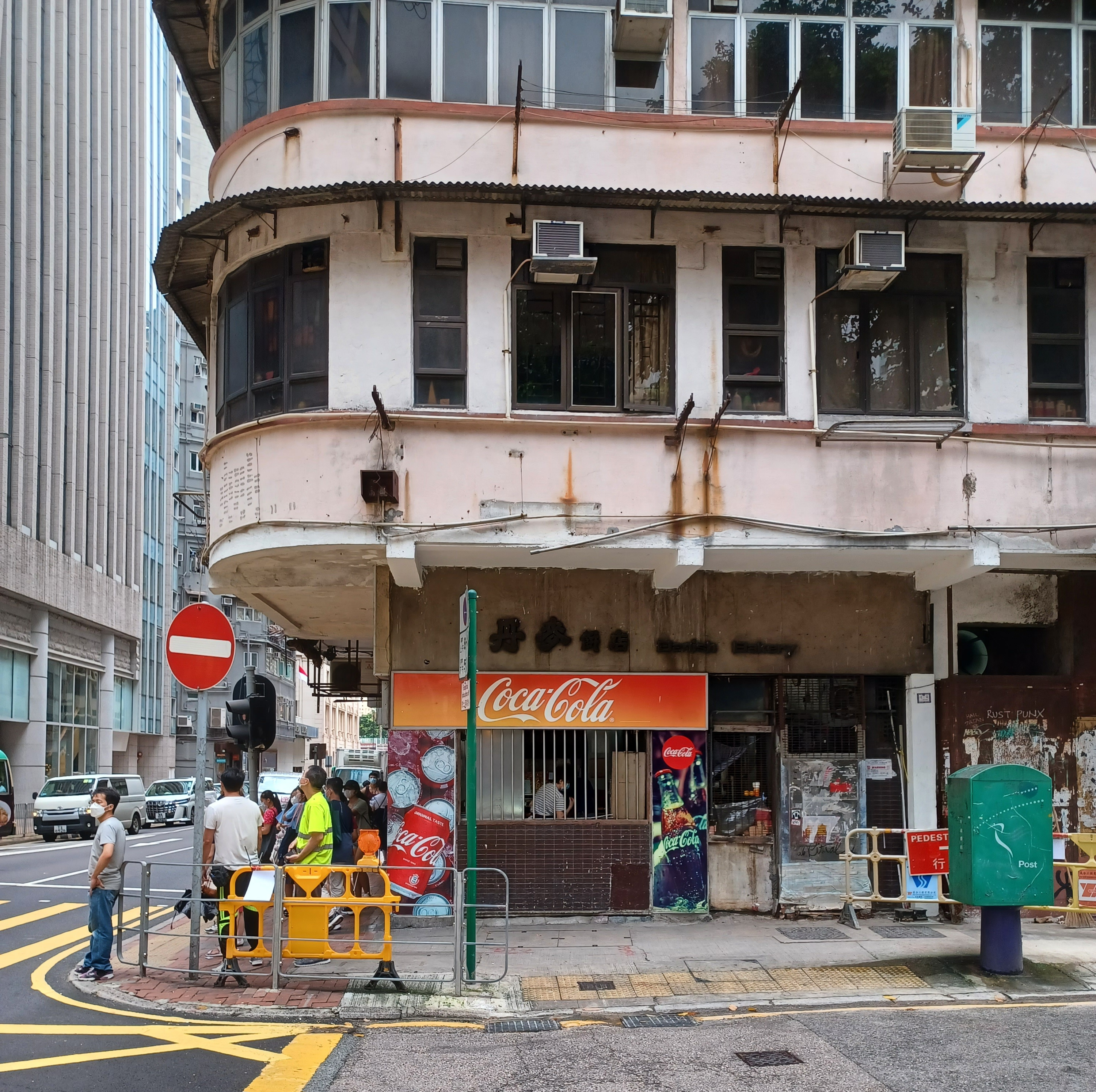
加路連山道與禮頓道交界的丹麥餅店

在加路連山道沿途有歷史攸久的南華體育會，還有加路連山道77號的孔聖堂中學、郵政體育會、紀律人員體育及康樂會、印度遊樂會及掃桿埔運動場。
司法機構也宣佈區域法院會搬遷至此。

## 交匯道路
- 禮頓道
- 開平道
- 連道
- 大球場徑
- 東院道
- 棉花路
- 禮頓道
- 恩平道
- 邊寧頓街

## 交通
由銅鑼灣站F1出口沿恩平道前往。
由堅尼地城至東院道香港大球場之間的城巴5B線途經加路連山道。
- 晚上的加路連山道
- 在加路連山道西面的南華體育會正門

## 另見
- 京士柏，九龍區體育場地和會所林立的地方

## 資料來源
1. ↑  . 華僑日報第弍張弍頁. 1923年1月8日.（繁體中文）

## 外部連結
- 加路連山道地圖